# Breda Ba.88
Breda Ba.88 Lince (Rys) byl italský dvojmístný dvoumotorový bombardovací letoun užívaný ve druhé světové válce.

## Vývoj
První prototyp vzlétl v říjnu 1936 s jednoduchou SOP a dvojicí hvězdicových motorů Gnome-Rhône o výkonu po 662 kW. Zkoušky vojenské verze prototypu se konaly až roku 1938, o rok později se rozeběhla sériová výroba.
S výrobou letounu byly potíže, i když ji preferoval sám Benito Mussolini. První série v počtu 148 strojů měla již dvojitou SOP, dvě hvězdicové pohonné jednotky Piaggio P.XI-RC-40 po 736 kW a hřbetní střeleckou věž.
Sériovou produkci doplnily čtyři střemhlavé bombardéry Ba.88M se dvěma hvězdicovými motory Fiat A.74-RC-38 o výkonu po 618 kW. Hlavňová výzbroj byla doplněna o další kulomet, rozpětí křídel bylo zvětšeno o dva metry.
Celkem bylo vyrobeno 149 kusů.

## Nasazení
Letouny Breda Ba.88 se účastnily bojů v severní Africe, avšak ukázalo se, že se jedná o „nedodělaný“ letoun, který měl potíže se stabilitou. Proto vykonával poté pouze podružné funkce.

## Specifikace

### Technické údaje
- Osádka: 2
- Rozpětí: 15,6 m
- Délka: 10,79 m
- Výška: 3,1 m
- Nosná plocha: 33,34 m²

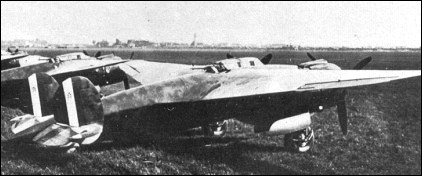
Breda Ba.88 Lince

- Hmotnost prázdného letounu: 4 650 kg
- Vzletová hmotnost: 6 750 kg
- Pohonná jednotka: 2× hvězdicový motor Piaggio P.XI RC. 40, 1000 hp (746 kW)

### Výkony
- Maximální rychlost: 490 km/h
- Dolet: 1 640 km
- Dostup: 8 000 m

### Výzbroj
- 3 × kulomet ráže 12,7 mm
- 1 × kulomet ráže 7,7 mm
- max. 1 000 kg pum